# بخش مک لین (منطقه شلبی، اوهایو)
بخش مک لین (به انگلیسی: McLean Township) یک منطقهٔ مسکونی در ایالات متحده آمریکا است که در شهرستان شلبی، اوهایو واقع شده‌است.
 بخش مک لین ۸۶٫۷ کیلومتر مربع مساحت و ۳٬۰۸۲ نفر جمعیت دارد و ۲۹۲ متر بالاتر از سطح دریا واقع شده‌است.